# Оскар (кинопремия, 1961)
33-я церемония вручения наград премии «Оскар» за заслуги в области кинематографа за 1960 год прошла 17 апреля 1961 года в Santa Monica Civic Auditorium (Санта-Моника, округ Лос-Анджелес, Калифорния).
Наибольшее количество наград в этом году досталось романтической комедии Билли Уайлдера «Квартира», взявшей призы в пяти номинациях, в том числе за лучший фильм, лучшую режиссуру и лучший оригинальный сценарий. Историческая драма «Спартак» была удостоена четырёх наград, в категориях: за лучшую мужскую роль второго плана (Питер Устинов), лучшую работу оператора, дизайн костюмов и работу художника-постановщика.

## Фильмы, получившие несколько номинаций
| Фильм                                                | номинации | победы |
| ---------------------------------------------------- | --------- | ------ |
| • Квартира / The Apartment                           | 10        | 5      |
| • Сыновья и любовники / Sons and Lovers              | 7         | 1      |
| • Форт Аламо / The Alamo                             | 7         | 1      |
| • Мексиканец в Голливуде / Pepe                      | 7         | -      |
| • Спартак / Spartacus                                | 6         | 4      |
| • Элмер Гантри / Elmer Gantry                        | 5         | 3      |
| • Никогда в воскресенье / Ποτέ την Κυριακή           | 5         | 1      |
| • Правда жизни / The Facts of Life                   | 5         | 1      |
| • Бродяги / The Sundowners                           | 5         | -      |
| • Психо / Psycho                                     | 4         | -      |
| • Пожнёшь бурю / Inherit the Wind                    | 4         | -      |
| • Восход солнца в Кампобелло / Sunrise at Campobello | 4         | -      |
| • Исход / Exodus                                     | 3         | 1      |
| • Девичий источник / Jungfrukällan                   | 2         | 1      |
| • Баттерфилд, 8 / BUtterfield 8                      | 2         | 1      |
| • Канкан / Can-Can                                   | 2         | -      |
| • Симаррон / Cimarron                                | 2         | -      |

## Список лауреатов и номинантов
★ Победители выделены отдельным цветом. 

### Основные категории
| Категории                         | Лауреаты и номинанты                                                                                             | Лауреаты и номинанты                                                     |
| --------------------------------- | --- | ------------------------------------------------------------------------ |
| Лучший фильм                      | ★ Квартира / The Apartment (продюсер: Билли Уайлдер)                                                             | ★ Квартира / The Apartment (продюсер: Билли Уайлдер)                     |
| Лучший фильм                      | • Форт Аламо / The Alamo (продюсер: Джон Уэйн)                                                                   |                                                                          |
| Лучший фильм                      | • Элмер Гантри / Elmer Gantry (продюсер: Бернард Смит)                                                           |                                                                          |
| Лучший фильм                      | • Сыновья и любовники / Sons and Lovers (продюсер: Джерри Уолд)                                                  |                                                                          |
| Лучший фильм                      | • Бродяги / The Sundowners (продюсер: Фред Циннеман)                                                             |                                                                          |
| Лучший режиссёр                   | | ★ Билли Уайлдер за фильм «Квартира»                                      |
| Лучший режиссёр                   | • Жюль Дассен — «Никогда в воскресенье»                                                                          |                                                                          |
| Лучший режиссёр                   | • Альфред Хичкок — «Психо»                                                                                       |                                                                          |
| Лучший режиссёр                   | • Джек Кардифф — «Сыновья и любовники»                                                                           |                                                                          |
| Лучший режиссёр                   | • Фред Циннеман — «Бродяги»                                                                                      |                                                                          |
| Лучший актёр                      | | ★ Берт Ланкастер — «Элмер Гантри» (за роль Элмера Гантри)                |
| Лучший актёр                      | • Тревор Ховард — «Сыновья и любовники» (за роль Уолтера Морела)                                                 |                                                                          |
| Лучший актёр                      | • Джек Леммон — «Квартира» (за роль Си Си «Бада» Бакстера)                                                       |                                                                          |
| Лучший актёр                      | • Лоренс Оливье — «Комедиант» (за роль Арчи Райса)                                                               |                                                                          |
| Лучший актёр                      | • Спенсер Трейси — «Пожнёшь бурю» (за роль Генри Драммонда)                                                      |                                                                          |
| Лучшая актриса                    | | ★ Элизабет Тейлор — «Баттерфилд, 8» (за роль Глории Вэндроуз)            |
| Лучшая актриса                    | • Грир Гарсон — «Восход солнца в Кампобелло» (за роль Элеоноры Рузвельт)                                         |                                                                          |
| Лучшая актриса                    | • Дебора Керр — «Бродяги» (за роль Иды Кармоди)                                                                  |                                                                          |
| Лучшая актриса                    | • Ширли Маклейн — «Квартира» (за роль Фрэн Кубелик)                                                              |                                                                          |
| Лучшая актриса                    | • Мелина Меркури — «Никогда в воскресенье» (за роль Илии)                                                        |                                                                          |
| Лучший актёр второго плана        | | ★ Питер Устинов — «Спартак» (за роль Лентула Батиата)                    |
| Лучший актёр второго плана        | • Питер Фальк — «Корпорация „Убийство“» (за роль Эйба Релеса)                                                    |                                                                          |
| Лучший актёр второго плана        | • Джек Крушен — «Квартира» (за роль доктора Дрейфусса)                                                           |                                                                          |
| Лучший актёр второго плана        | • Сэл Минео — «Исход» (за роль Дова Ландау)                                                                      |                                                                          |
| Лучший актёр второго плана        | • Чилл Уиллс — «Форт Аламо» (за роль пчеловода)                                                                  |                                                                          |
| Лучшая актриса второго плана      | | ★ Ширли Джонс — «Элмер Гантри» (за роль Лулу Бейнс)                      |
| Лучшая актриса второго плана      | • Глинис Джонс — «Бродяги» (за роль миссис Фёрт)                                                                 |                                                                          |
| Лучшая актриса второго плана      | • Ширли Найт — «Тьма наверху лестницы» (за роль Рини Флуд)                                                       |                                                                          |
| Лучшая актриса второго плана      | • Джанет Ли — «Психо» (за роль Мэрион Крэйн)                                                                     |                                                                          |
| Лучшая актриса второго плана      | • Мэри Юр — «Сыновья и любовники» (за роль Клары Доус)                                                           |                                                                          |
| Лучший оригинальный сценарий      | ★ Билли Уайлдер, И. А. Л. Даймонд — «Квартира»                                                                   | ★ Билли Уайлдер, И. А. Л. Даймонд — «Квартира»                           |
| Лучший оригинальный сценарий      | • Ричард Грегсон, Майкл Крейг и Брайан Форбс — «Сердитая тишина»                                                 |                                                                          |
| Лучший оригинальный сценарий      | • Норман Панама и Мелвин Фрэнк — «Правда жизни»                                                                  |                                                                          |
| Лучший оригинальный сценарий      | • Маргерит Дюрас — «Хиросима, любовь моя»                                                                        |                                                                          |
| Лучший оригинальный сценарий      | • Жюль Дассен — «Никогда в воскресенье»                                                                          |                                                                          |
| Лучший адаптированный сценарий    | ★ Ричард Брукс — «Элмер Гантри» (по одноимённому роману Синклера Льюиса)                                         | ★ Ричард Брукс — «Элмер Гантри» (по одноимённому роману Синклера Льюиса) |
| Лучший адаптированный сценарий    | • Недрик Янг и Харольд Джейкоб Смит — «Пожнёшь бурю» (по одноимённой пьесе Джерома Лоуренса и Роберта Эдвина Ли) |                                                                          |
| Лучший адаптированный сценарий    | • Гэвин Ламберт и Т. Э. Б. Кларк — «Сыновья и любовники» (по одноимённому роману Дэвида Герберта Лоуренса)       |                                                                          |
| Лучший адаптированный сценарий    | • Изобель Леннарт — «Бродяги» (по одноимённому роману Джона Клири)                                               |                                                                          |
| Лучший адаптированный сценарий    | • Джеймс Кеннэуэй — «Мотивы славы» (по одноимённому роману автора)                                               |                                                                          |
| Лучший фильм на иностранном языке | ★ Девичий источник / Jungfrukällan (Швеция) реж. Ингмар Бергман                                                  | ★ Девичий источник / Jungfrukällan (Швеция) реж. Ингмар Бергман          |
| Лучший фильм на иностранном языке | • Капо / Kapò (Италия) реж. Джилло Понтекорво                                                                    |                                                                          |
| Лучший фильм на иностранном языке | • Истина / La Vérité (Франция) реж. Анри-Жорж Клузо                                                              |                                                                          |
| Лучший фильм на иностранном языке | • Макарио / Macario (Мексика) реж. Роберто Гавальдон                                                             |                                                                          |
| Лучший фильм на иностранном языке | • Девятый круг / Девети круг / Deveti krug (Югославия) реж. Франце Штиглиц                                       |                                                                          |

### Другие категории
| Категории                                                        | Лауреаты и номинанты                                                                                                  |
| ---------------------------------------------------------------- | --- |
| Лучшая музыка: Саундтрек к драматическому или комедийному фильму | ★ Эрнест Голд — «Исход»                                                                                               |
| Лучшая музыка: Саундтрек к драматическому или комедийному фильму | • Дмитрий Тёмкин — «Форт Аламо»                                                                                       |
| Лучшая музыка: Саундтрек к драматическому или комедийному фильму | • Андре Превин — «Элмер Гантри»                                                                                       |
| Лучшая музыка: Саундтрек к драматическому или комедийному фильму | • Элмер Бернстайн — «Великолепная семёрка»                                                                            |
| Лучшая музыка: Саундтрек к драматическому или комедийному фильму | • Алекс Норт — «Спартак»                                                                                              |
| Лучшая музыка: Саундтрек к музыкальному фильму                   | ★ Моррис Столофф и Гарри Сукман — «Нескончаемая песня»                                                                |
| Лучшая музыка: Саундтрек к музыкальному фильму                   | • Андре Превин — «Колокола звонят»                                                                                    |
| Лучшая музыка: Саундтрек к музыкальному фильму                   | • Нельсон Риддл — «Канкан»                                                                                            |
| Лучшая музыка: Саундтрек к музыкальному фильму                   | • Лайонел Ньюман и Эрл Хэйген — «Займёмся любовью»                                                                    |
| Лучшая музыка: Саундтрек к музыкальному фильму                   | • Джонни Грин — «Мексиканец в Голливуде»                                                                              |
| Лучшая песня к фильму                                            | ★ Ta paidia tou Peiraia (Never on Sunday) — «Никогда в воскресенье» — музыка и слова: Манос Хадзидакис                |
| Лучшая песня к фильму                                            | • The Facts of Life — «Правда жизни» — музыка и слова: Джонни Мёрсер                                                  |
| Лучшая песня к фильму                                            | • Faraway Part of Town — «Мексиканец в Голливуде» — музыка: Андре Превин, слова: Дори Превин                          |
| Лучшая песня к фильму                                            | • The Green Leaves of Summer — «Форт Аламо» — музыка: Дмитрий Тёмкин, слова: Пол Френсис Уэбстер                      |
| Лучшая песня к фильму                                            | • The Second Time Around — «Давно пора» — музыка: Джимми Ван Хэйсен, слова: Сэмми Кан                                 |
| Лучший монтаж                                                    | ★ Дэниэл Манделл — «Квартира»                                                                                         |
| Лучший монтаж                                                    | • Стюарт Гилмор — «Форт Аламо»                                                                                        |
| Лучший монтаж                                                    | • Фредерик Кнудсон — «Пожнёшь бурю»                                                                                   |
| Лучший монтаж                                                    | • Виола Лоуренс, Эл Кларк — «Мексиканец в Голливуде»                                                                  |
| Лучший монтаж                                                    | • Роберт Лоуренс — «Спартак»                                                                                          |
| Лучшая операторская работа (Чёрно-белый фильм)                   | ★ Фредди Фрэнсис — «Сыновья и любовники»                                                                              |
| Лучшая операторская работа (Чёрно-белый фильм)                   | • Джозеф Лашелл — «Квартира»                                                                                          |
| Лучшая операторская работа (Чёрно-белый фильм)                   | • Чарльз Лэнг — «Правда жизни»                                                                                        |
| Лучшая операторская работа (Чёрно-белый фильм)                   | • Эрнест Ласло — «Пожнёшь бурю»                                                                                       |
| Лучшая операторская работа (Чёрно-белый фильм)                   | • Джон Л. Расселл — «Психо»                                                                                           |
| Лучшая операторская работа (Цветной фильм)                       | ★ Расселл Метти — «Спартак»                                                                                           |
| Лучшая операторская работа (Цветной фильм)                       | • Уильям Х. Клозир — «Форт Аламо»                                                                                     |
| Лучшая операторская работа (Цветной фильм)                       | • Джозеф Руттенберг и Чарльз Хартен — «Баттерфилд, 8»                                                                 |
| Лучшая операторская работа (Цветной фильм)                       | • Сэм Ливитт — «Исход»                                                                                                |
| Лучшая операторская работа (Цветной фильм)                       | • Джозеф МакДональд — «Мексиканец в Голливуде»                                                                        |
| Лучшая работа художника (Чёрно-белый фильм)                      | ★ Александр Траунер (постановщик), Эдвард Дж. Бойл (декоратор) — «Квартира»                                           |
| Лучшая работа художника (Чёрно-белый фильм)                      | • Дж. МакМиллан Джонсон, Кеннет А. Рейд (постановщики), Росс Дауд (декоратор) — «Правда жизни»                        |
| Лучшая работа художника (Чёрно-белый фильм)                      | • Джозеф Хёрли, Роберт Клэтворти (постановщики), Джордж Мило (декоратор) — «Психо»                                    |
| Лучшая работа художника (Чёрно-белый фильм)                      | • Томас Н. Морахэн (постановщик), Лайонел Коуч (декоратор) — «Сыновья и любовники»                                    |
| Лучшая работа художника (Чёрно-белый фильм)                      | • Хэл Перейра, Уолтер Х. Тайлер (постановщики), Сэм Комер, Артур Крамс (декораторы) — «Визит на маленькую планету»    |
| Лучшая работа художника (Цветной фильм)                          | ★ Александр Голицын, Эрик Орбом (посмертно) (постановщики), Расселл А. Гаусман, Джулия Херон (декораторы) — «Спартак» |
| Лучшая работа художника (Цветной фильм)                          | • Джордж У. Дэвис, Эддисон Хер (постановщики), Генри Грэйс, Хью Хант, Отто Сигел (декораторы) — «Симаррон»            |
| Лучшая работа художника (Цветной фильм)                          | • Хэл Перейра, Роланд Андерсон (постановщики), Сэм Комер, Арриго Бреши (декораторы) — «Это началось в Неаполе»        |
| Лучшая работа художника (Цветной фильм)                          | • Тед Хаворт (постановщик), Уильям Кирнан (декоратор) — «Мексиканец в Голливуде»                                      |
| Лучшая работа художника (Цветной фильм)                          | • Эдвард Каррере (постановщик), Джордж Джеймс Хопкинс (декоратор) — «Восход солнца в Кампобелло»                      |
| Лучший дизайн костюмов (Чёрно-белый фильм)                       | ★ Эдит Хэд и Эдвард Стивенсон — «Правда жизни»                                                                        |
| Лучший дизайн костюмов (Чёрно-белый фильм)                       | • Deni Vachlioti — «Никогда в воскресенье»                                                                            |
| Лучший дизайн костюмов (Чёрно-белый фильм)                       | • Ховард Шоуп — «Рассвет и закат Легза Даймонда»                                                                      |
| Лучший дизайн костюмов (Чёрно-белый фильм)                       | • Билл Томас — «Семь воров»                                                                                           |
| Лучший дизайн костюмов (Чёрно-белый фильм)                       | • Марик Вос-Лунд — «Девичий источник»                                                                                 |
| Лучший дизайн костюмов (Цветной фильм)                           | ★ Валлес и Билл Томас — «Спартак»                                                                                     |
| Лучший дизайн костюмов (Цветной фильм)                           | • Ирен Шарафф — «Канкан»                                                                                              |
| Лучший дизайн костюмов (Цветной фильм)                           | • Ирен — «Полуночное кружево»                                                                                         |
| Лучший дизайн костюмов (Цветной фильм)                           | • Эдит Хэд — «Мексиканец в Голливуде»                                                                                 |
| Лучший дизайн костюмов (Цветной фильм)                           | • Марджори Бест — «Восход солнца в Кампобелло»                                                                        |
| Лучший звук                                                      | ★ Гордон Сойер (Samuel Goldwyn SSD), Фред Хайнс (Todd-AO SSD) — «Форт Аламо»                                          |
| Лучший звук                                                      | • Гордон Сойер (Samuel Goldwyn SSD) — «Квартира»                                                                      |
| Лучший звук                                                      | • Франклин Милтон (Metro-Goldwyn-Mayer SSD) — «Симаррон»                                                              |
| Лучший звук                                                      | • Чарльз Райс (Columbia SSD) — «Мексиканец в Голливуде»                                                               |
| Лучший звук                                                      | • Джордж Гровс (Warner Bros. SSD) — «Восход солнца в Кампобелло»                                                      |
| Лучшие спецэффекты                                               | ★ Джин Уоррен, Тим Барр (визуальные эффекты) — «Машина времени»                                                       |
| Лучшие спецэффекты                                               | • Эй. Дж. Ломэн (визуальные эффекты) — «Последнее путешествие»                                                        |
| Лучший документальный полнометражный фильм                       | ★ Лошадь с летучим хвостом / The Horse with the Flying Tail (продюсер: Ларри Лансбург)                                |
| Лучший документальный полнометражный фильм                       | • Мятежник в раю (продюсер: Роберт Д. Фрайзер)                                                                        |
| Лучший документальный короткометражный фильм                     | ★ Джузеппина / Giuseppina (продюсер: Джеймс Хилл)                                                                     |
| Лучший документальный короткометражный фильм                     | • / Beyond Silence (U.S. Information Agency)                                                                          |
| Лучший документальный короткометражный фильм                     | • Город под названием Копенгаген / En by ved navn København (Statens Filmcentral, The Danish Government Film Office)  |
| Лучший документальный короткометражный фильм                     | • George Grosz' Interregnum (продюсеры: Чарльз Кэри и Алтина Кэри)                                                    |
| Лучший документальный короткометражный фильм                     | • Вселенная / Universe (продюсер: Колин Лоу)                                                                          |
| Лучший игровой короткометражный фильм                            | ★ День художника / Day of the Painter (продюсер: Эзра Р. Бэйкер)                                                      |
| Лучший игровой короткометражный фильм                            | • Создание женщины / The Creation of Woman (продюсеры: Чарльз Ф. Швеп и Исмаил Мерчант)                               |
| Лучший игровой короткометражный фильм                            | • Острова моря / Islands of the Sea (продюсер: Уолт Дисней)                                                           |
| Лучший игровой короткометражный фильм                            | • / A Sport Is Born (продюсер: Лесли Уиник)                                                                           |
| Лучший короткометражный фильм (мультипликация)                   | ★ Манро / Munro (продюсер: Уильям Л. Снайдер)                                                                         |
| Лучший короткометражный фильм (мультипликация)                   | • Голиаф 2 / Goliath II (продюсер: Уолт Дисней)                                                                       |
| Лучший короткометражный фильм (мультипликация)                   | • Большое внимание / High Note (Warner Bros.)                                                                         |
| Лучший короткометражный фильм (мультипликация)                   | • Мышка раздора / Mouse and Garden (Warner Bros.)                                                                     |
| Лучший короткометражный фильм (мультипликация)                   | • Место под солнцем / O místo na slunci (продюсер: Франтишек Выстрчил)                                                |

### Специальные награды
| Награда                                                         | Лауреаты |
| --------------------------------------------------------------- | --- |
| Премия за выдающиеся заслуги в кинематографе (Почётный «Оскар») | ★ Гэри Купер — За великое множество незабываемых кинообразов и международное признание, которое он им обеспечил. (for his many memorable screen performances and the international recognition he, as an individual, has gained for the motion picture industry.) |
| Премия за выдающиеся заслуги в кинематографе (Почётный «Оскар») | ★ Стэн Лорел — за его творческие открытия в жанре кинокомедии. |
| Премия за выдающиеся заслуги в кинематографе (Почётный «Оскар») | ★ Хэйли Миллс за роль в фильме «Поллианна» — лучшее исполнение детской роли в 1960 году. |
| Награда имени Джина Хершолта                                    | ★ Сол Лессер |

## Научно-технические награды
| Категории | Лауреаты |
| --------- | --- |
| Class I   | Не присуждалась |
| Class II  | • Ampex Professional Products Co. — за создание хорошо спроектированной многофункциональной звуковой системы, сочетающей высокие стандарты качества с удобством управления, надежной работой и упрощенным аварийным обеспечением. |
| Class III | • Артур Холкомб, Петро Влахос (Отдел камеры студии Columbia) — за устройство индикации мерцания камеры. |
| Class III | • Энтони Палья (Отдел механических эффектов студии 20th Century-Fox) — за проектирование и изготовление миниатюрной зенитной пушки и боеприпасов.                                                                                 |
| Class III | • Карл Хауге, Роберт Грубель, Эдвард Райхард (Consolidated Film Industries) — за разработку системы автоматического пополнения проявителя.                                                                                        |